# コナクリ国際空港
アーメドセクトゥーレ国際空港（英語：Ahmed Sékou Touré International Airport）以前はコナクリ国際空港, は、ギニア共和国の首都、コナクリから13kmにある国際空港である。ベシア国際空港（英語：Gbessia International Airport）とも呼ばれる。 改良工事により、ボーイング747-400のような大型機の運行も可能になった。 
2020年、アフリカ開発銀行が設立したインフラ投資プラットフォームと25年間で1.2億ユーロの投資契約に署名した。同契約により、滑走路延長や新ターミナル建設が実施される見通し。

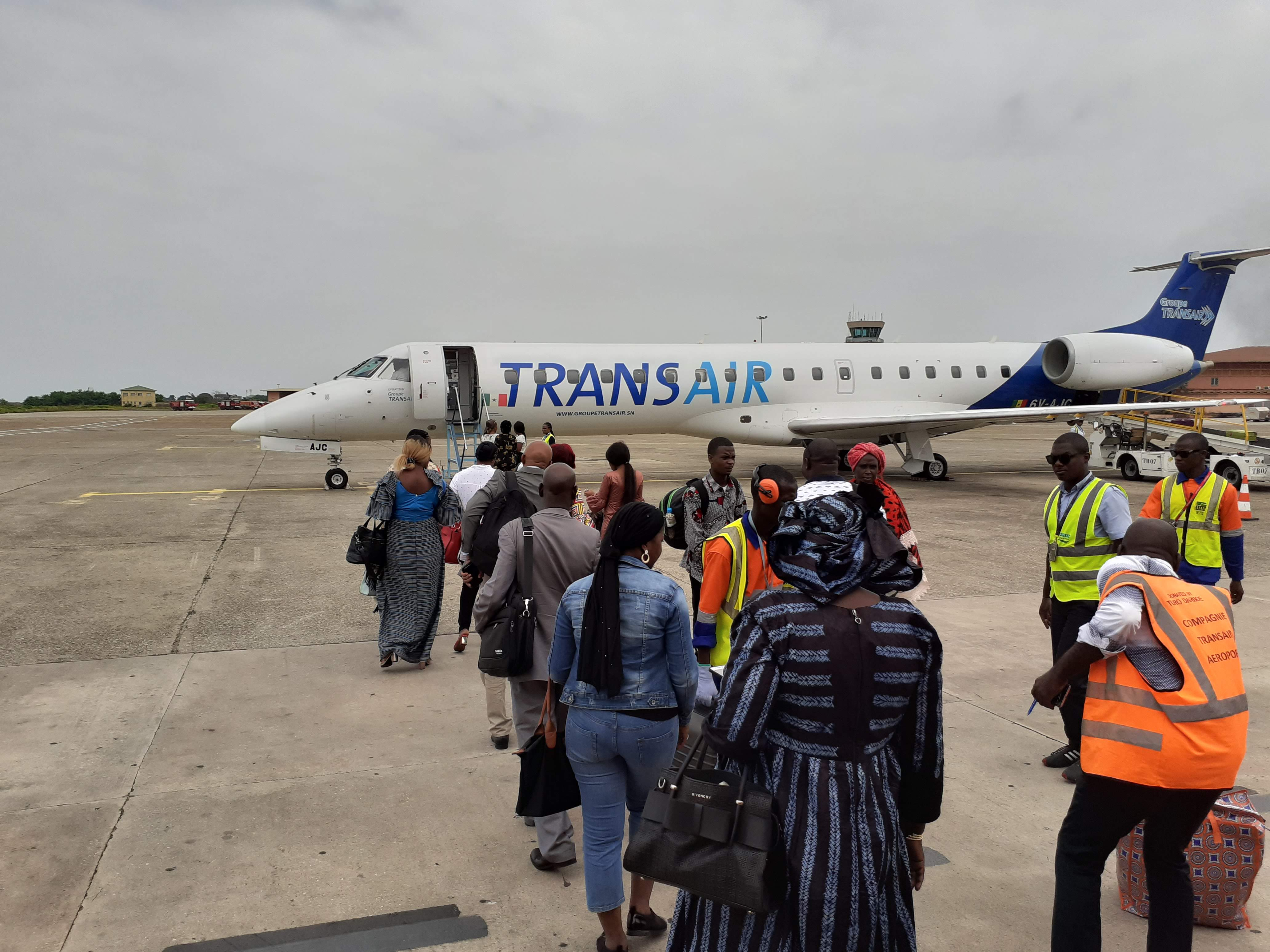
コナクリのトランスエア

## 歴史
- 1945年 開港。
- 1958年 民間航空総局（DGCA)により、運営される。
- 1983年 国際線ターミナルが建設され、8,852㎡の敷地内に年間110万人が収容可能となった。また、ボーディング・ブリッジも2台設置された。
- 1987年 民間航空総局（DGCA)に代わって、SOGEACが運営を行う。
- 1989年 貨物ターミナルの改修が行われ、1336m²の敷地内に年間40,000tの貨物の収容が可能になった。

出典：Conakry Airport 

## 就航航空会社と就航都市

### 国際線
| 航空会社                           | 就航地 |
| ---------------------------------- | --- |
| エア・セネガル                     | ブレーズ・ジャーニュ国際空港（ダカール）                                                                              |
| グループ・トランスエアー           | ブレーズ・ジャーニュ国際空港（ダカール）                                                                              |
| エール・コートジボワール           | フェリックス・ウフェ＝ボワニ国際空港（アビジャン）、オスヴァルド・ヴィエイラ国際空港（ビサウ）                        |
| ASKY航空                           | バマコ、ロメ、ヌアクショット                                                                                          |
| モーリタニア航空インターナショナル | ブレーズ・ジャーニュ国際空港（ダカール）、ヌアクショット・オムタウンシー国際空港（ヌアクショット）                    |
| ロイヤル・エア・モロッコ           | カサブランカ |
| チュニスエア                       | チュニス・カルタゴ国際空港（チュニス）                                                                                |
| エチオピア航空                     | フェリックス・ウフェ＝ボワニ国際空港（アビジャン）、 ワガドゥグー空港（ワガドゥグー）、ボレ国際空港（アディスアベバ） |
| エールフランス                     | パリ＝シャルル・ド・ゴール空港（パリ）                                                                                |
| ブリュッセル航空                   | ブリュッセル空港（ブリュッセル）                                                                                      |
| エミレーツ航空                     | ドバイ国際空港（ドバイ）                                                                                              |
| ターキッシュ エアラインズ          | ワガドゥグー空港（ワガドゥグー）、イスタンブール空港（イスタンブール）                                                |